# Řád za zásluhy (Katar)
Řád za zásluhy (arabsky قشه الإستحقاق‎) je státní vyznamenání Kataru založené roku 1975. Udílen je občanům Kataru i cizím státním příslušníkům za zásluhy o stát, arabský svět a lidstvo obecně.

## Historie a pravidla udílení
Řád byl založen roku 1975 zákonem č. 5 katarským emírem Chalífou bin Hamád al-Sáním. Udílen je za státní službu Kataru, arabskému světu a lidstvu obecně. Dne 30. května 1978 byl řád reformován.

## Třídy
Řád je udílen v sedmi třídách, z nichž dvě jsou určeny cizím státním příslušníkům a pět tříd je udíleno občanům Kataru.
- cizí státní příslušníci
  - řádový řetěz – Tato třída je udílena zahraničním hlavám států a členům královských rodin.
  - velkostuha – Tato třída je udílena předsedům vlád cizích států a jejich ministrům.
- občané Kataru
  - I. třída – Řádový odznak se nosí na široké stuze spadající z ramene na protilehlý bok. Řádová hvězda se nosí nalevo na hrudi.
  - II. třída – Řádový odznak se nosí na stuze kolem krku. Řádová hvězda se nosí nalevo na hrudi.
  - III. třída – Řádový odznak se nosí na stuze kolem krku. Řádová hvězda této třídě již nenáleží.
  - IV. třída – Řádový odznak se nosí na stužce s rozetou nalevo na hrudi.
  - V. třída – Řádový odznak se nosí na stužce bez rozety nalevo na hrudi.

## Insignie

### Řádový řetěz
Řádový odznak má tvar zlaté šesticípé filigránové hvězdy s jednotlivými cípy zdobenými jemným arabeskovým ornamentem. Uprostřed hvězdy je kulatý zlatý medailon se širokým okrajem s vyobrazením státního znaku Kataru. Na okraji medailonu je nápis v arabském písmu znamenající Stát Katar a Záslužný řetěz. K řetězu je odznak připojen pomocí přechodového prvku.
Řetěz se skládá z ozdobných článků a článků ve tvaru osmicípé hvězdy s vyobrazením státního znaku Kataru.

### Velkostuha
Řádový odznak má tvar dvanácticípé hvězdy zdobené zeleným smaltem. Na této hvězdě je umístěna šesticípá filigránová hvězda s jednotlivými cípy zdobenými jemným arabeskovým ornamentem. Uprostřed hvězdy je kulatý zlatý medailon se širokým okrajem s vyobrazením státního znaku Kataru. Na okraji medailonu je nápis v arabském písmu znamenající Stát Katar a Záslužný řetěz. Ke stuze je odznak připojen pomocí přechodového prvku.
Řádová hvězda se podobá řádovému odznaku je však větší.
Stuha je kaštanové barvy se širokým bílým pruhem uprostřed a dvěma užšími pruhy bílé barvy při obou okrajích.

### Ostatní třídy
Řádový odznak se podobá odznaku třídy velkostuhy. Řádová hvězda je v těchto případech stříbrná.